# Стая на загадките
Стая на загадките или стая със загадки (на английски: Real-life room escape game) е физическа игра в реално време, при която отбор, състоящ се обикновено от двама до пет играчи, бива заключен в стая и разполага с ограничен период от време, обикновено един час, за да разреши последователност от „загадки“, с което да открие начин за излизане от стаята. „Загадките“ могат да са логически, математически, лингвистични, да са свързани с проява на наблюдателност, комбинaтивност, съобразителност, ориентация в пространството, чувство за време, както и отборен дух. В нито един аспект от играта не са необходими използването на физическа сила или специални познания.
Играта от този вид е вдъхновена от видео-/електронните игри от вида „escape the room“, при които играчът е заключен в стая и трябва да изследва средата около себе си, за да открие начин да избяга. Вдъхновение са и различни криминални и приключенски филми и книги, както и други настолни игри. Отделните стаи на загадките се характеризират с разнородни сюжети и могат да са разположени в различни исторически епохи и обстановки.
Според някои проведени в Китай наблюдения, ескейп стаите са любима форма на забавление за студенти и стресирани и претоварени млади професионалисти. Вълнението и емоциите, които те получават по време на играта не само не ги натоварват допълнително, а напротив, помагат им да избягат от реалността по единствения им познат начин – в надпревара с времето.
Играта се следи на камери от организаторите, които понякога се включват с напътствия. Играчите подписват декларация, че след като излязат от стаята няма да издават тайните ѝ. Игрите в стаи на загадките се практикуват като форма на тиймбилдинг. Много компании избират да поставят служителите си в по-напрегната и интересна ситуация, в която различните характери могат да се проявят. Ориентировъчно, във възрастово отношение играчите трябва да са над 12-годишни, като деца се допускат само с придружител.
През 2010-те този вид игри стават популярни в Щатите, Азия, Европа, Австралия. През 2015 г. гр. София постепенно се превръща в един от световните центрове с множество високо-технологични и оригинални ескейп стаи. В началото на 2016 г., в България вече функционират над 80 стаи на загадките, 64 от които в столицата. В края на 2015 г. в света има над 2800 escape стаи, а в САЩ се излъчва телевизионно риалити предаване, което проследява събитията в стая със загадки. Форматът събира почти 400 хиляди зрители пред телевизорите. Този тип забавление продължава да набира популярност и става все по-модерен поради факта, че съдържа едновременно интелектуален и приключенски елемент. Бизнес климатът в ескейп руум жанра също продължава да бъде динамичен и непредсказуем.
|  | Тази страница частично или изцяло представлява превод на страницата Real-life room escape в Уикипедия на английски. Оригиналният текст, както и този превод, са защитени от Лиценза „Криейтив Комънс – Признание – Споделяне на споделеното“, а за съдържание, създадено преди юни 2009 година – от Лиценза за свободна документация на ГНУ. Прегледайте историята на редакциите на оригиналната страница, както и на преводната страница, за да видите списъка на съавторите. ВАЖНО: Този шаблон се отнася единствено до авторските права върху съдържанието на статията. Добавянето му не отменя изискването да се посочват конкретни източници на твърденията, които да бъдат благонадеждни. |